# Nadmierny zwrot wewnętrzny
Nadmierny zwrot wewnętrzny – sytuacja, w czasie której głowa płodu przechodząc przez kanał rodny (w ułożeniu potylicowym) z wymiaru poprzecznego do prostego zwraca się nadmiernie, aż do wymiaru skośnego, w przeciwną stronę. Nadmierny zwrot wewnętrzny główki nie ma znaczenia klinicznego, ponieważ ulega on niebawem nowej korekcie i płód rodzi się zwykle w wymiarze prostym.